# Lucienola brittoni
Lucienola brittoni är en insektsart som först beskrevs av Jin, Xingbao 1993.  Lucienola brittoni ingår i släktet Lucienola och familjen vårtbitare. Inga underarter finns listade i Catalogue of Life.